# Fixarea carbonului

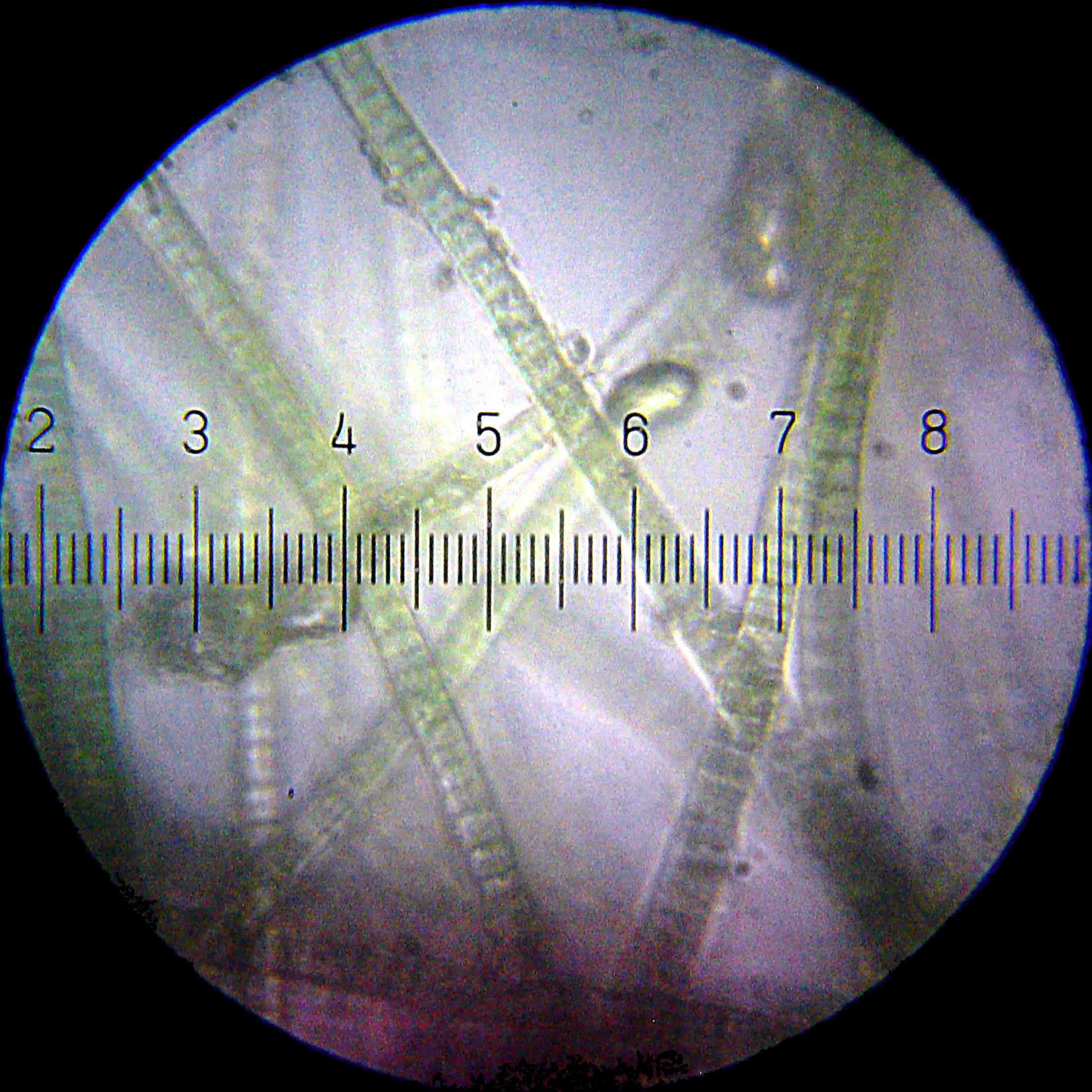
Apariția algei albastre verzi precede evoluția altor plante care fac fotosinteză și a contribuit la schimbarea atmosferei.

Fixarea carbonului se referă la conversia corbonului inorganic (CO2) în compuși organici de către organismele vii.
Cel mai simplu exemplu este  fotosinteza, deși  chemosinteza este un alt proces prin care se fixează carbonul, dar în absența energiei solare. Organismele care cresc fixând carbon se numesc autotrofe. Autotrofele includ organismele fotoautotrofe, care sintetizează compuși organici folosind energia soarelui, și organismele  litoautotrofe, care sintetizează compuși organici folosind energie din oxidare inorganică. Organismele heterotrofe  sunt organismele care cresc folosind carbon fixat de organismele autotrofe. Compușii organici sunt folosiți de organismele heterotrofe pentru producerea de energie și pentru contrucția componentelor celulare. 

## Fixarea netă versus fixarea brută a dioxidului de carbon

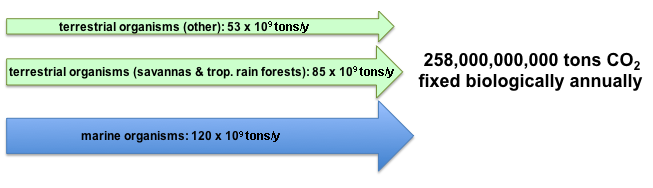
Grafic care prezintă cantitatea anuală de carbon fixată de organismele marine și de uscat.

Aproximativ 258 de miliarde de tone de dioxid de carbon sunt convertite anual prin procesul de fotosinteză. Majoritatea carbonului este fixat în mediile marine, în special în mediile bogate în nutrienți. Cantitatea brută de carbon fixată este mult mai mare, deoarece aproximativ 40%  din carbonul fixat este consumat prin respirație, proces care are loc după fotosinteză.  
Luând în considerare amploarea fenomenului, este de înțeles că RuBisCO este cea mai des întâlnită proteină de pe Pământ.

## Căile prin care are loc fixarea carbonului
Până în anul 2011 erau cunoscute șase căi prin care se poate fixa carbonul în mod autotrof. Ciclul Calvin fixează carbonul în cloroplastele plantelor, algelor și în bacteria  alga albastră verde. Ciclul Calvin este de asemenea prezent în bacteria fotosintetică purpurie.